# Фиалка Кузнецова
Фиалка Кузнецова (лат. Viola kusnezowiana) — многолетнее травянистое растение, вид рода Фиалка (Viola) семейства Фиалковые (Violaceae).

## Распространение и экология
Редкий вид, встречающийся в Амурской области и Хабаровском крае.
Произрастает по берегам рек, в хвойных лесах.

## Ботаническое описание
Стебель отсутствует. Корневище тонкое, ползучее, корни разветвлённые.
Прикорневые листья на длинных черешках, голые или сверху немного опушённые, широкопочковидной формы, с выемчато-городчатым краем. Прилистники плёнчатые.
Цветки неправильной формы, до 1 см длиной. Лепестки бледно-жёлтого цвета, боковые бородчатые, нижний укороченный. Шпорец очень короткий. Столбик пестика утолщённый в середине, к верхушке и при основании утончённый.
Плод — голая коническая коробочка.
Цветёт с июня по июль, плодоносит с июля по август.

## Таксономия
Вид Фиалка Кузнецова входит в род Фиалка (Viola) семейства Фиалковые (Violaceae) порядка Мальпигиецветные (Malpighiales).
|  |                                      |  |                                                             |                                                             |                     |  | ещё 36 семейств (согласно Системе APG II), в том числе Ахариевые, Зверобойные, Льновые, Мальпигиевые, Молочайные, Страстоцветные, Тёрнеровые | ещё 36 семейств (согласно Системе APG II), в том числе Ахариевые, Зверобойные, Льновые, Мальпигиевые, Молочайные, Страстоцветные, Тёрнеровые |                      |  |  |  | ещё около 200 видов |
|  |                                      |  |                                                             |                                                             |                     |  | ещё 36 семейств (согласно Системе APG II), в том числе Ахариевые, Зверобойные, Льновые, Мальпигиевые, Молочайные, Страстоцветные, Тёрнеровые | ещё 36 семейств (согласно Системе APG II), в том числе Ахариевые, Зверобойные, Льновые, Мальпигиевые, Молочайные, Страстоцветные, Тёрнеровые |                      |  |  |  | ещё около 200 видов |
|  |                                      |  |                                                             | порядок Мальпигиецветные                                    |                     |  | | | род Фиалка           |  |  |  |                     |
|  |                                      |  |                                                             | порядок Мальпигиецветные                                    |                     |  | | | род Фиалка           |  |  |  |                     |
|  | отдел Цветковые, или Покрытосеменные |  |                                                             |                                                             | семейство Фиалковые |  | | | вид Фиалка Кузнецова |  |  |  |                     |
|  | отдел Цветковые, или Покрытосеменные |  |                                                             |                                                             | семейство Фиалковые |  | | |                      |  |  |  |                     |
|  |                                      |  | ещё 44 порядка цветковых растений (согласно Системе APG II) | ещё 44 порядка цветковых растений (согласно Системе APG II) |                     |  | | ещё около 15 родов | ещё около 15 родов   |  |  |  |                     |
|  |                                      |  |                                                             | ещё 44 порядка цветковых растений (согласно Системе APG II) |                     |  | | | ещё около 15 родов   |  |  |  |                     |